# ISO 3166-2:FI
ISO 3166-2:FI é o subconjunto de códigos definido em ISO 3166-2, parte do padrão ISO 3166 publicado pela Organização Internacional para Padronização (ISO), para os nomes das principais subdivisões da Finlândia.
Atualmente, o ISO 3166-2 define os códigos das 19 regiões finlandesas (em seis províncias, além das llhas de Aland, conhecidas também apenas como Aland).
Os códigos consistem em duas partes separados por hífen. A primeira parte é FI, o código da Finlândia no ISO 3166-1 alfa-2, e a segunda parte é um código de dois dígitos.
Aland (em finlandês: Ahvenanmaan maakunta; em sueco: Landskapet Åland) é uma região autônoma da Finlândia, que também é uma antiga província, que também possui o seu próprio conjunto de códigos oficiais de país ISO 3166-1m com códigos alfa-2 AX.

## Códigos atuais

Mapa das subdivisões da Finlândia

Códigos ISO 3166 e nomes de subdivisões são listados como publicado pela Maintenance Agency (ISO 3166/MA). 
Os códigos ISO 639-1 são usados para representar os nomes de subdivisões nos seguintes idiomas administrativos:  
- (fi): finlandês
- (sv): sueco

As subdivisões da Finlândia seguem a ordem do alfabeto finlandês: a–z, å, ä, ö.
| Código | Nome da subdivisão (fi) | Nome da subdivisão (sv) | Nome da subdivisão (pt) |
| ------ | ----------------------- | ----------------------- | ----------------------- |
| FI-01  | Ahvenanmaan maakunta    | Landskapet Åland        | Aland                   |
| FI-02  | Etelä-Karjala           | Södra Karelen           | Carélia do Sul          |
| FI-03  | Etelä-Pohjanmaa         | Södra Österbotten       | Ostrobotnia do Sul      |
| FI-04  | Etelä-Savo              | Södra Savolax           | Savônia do Sul          |
| FI-05  | Kainuu                  | Kajanaland              | Kainuu                  |
| FI-06  | Kanta-Häme              | Egentliga Tavastland    | Häme                    |
| FI-07  | Keski-Pohjanmaa         | Mellersta Österbotten   | Ostrobótnia Central     |
| FI-08  | Keski-Suomi             | Mellersta Finland       | Finlândia Central       |
| FI-09  | Kymenlaakso             | Kymmenedalen            | Kymenlaakso             |
| FI-10  | Lappi                   | Lappland                | Lapônia                 |
| FI-11  | Pirkanmaa               | Birkaland               | Pirkanmaa               |
| FI-12  | Pohjanmaa               | Österbotten             | Ostrobótnia             |
| FI-13  | Pohjois-Karjala         | Norra Karelen           | Carélia do Norte        |
| FI-14  | Pohjois-Pohjanmaa       | Norra Österbotten       | Ostrobótnia do Norte    |
| FI-15  | Pohjois-Savo            | Norra Savolax           | Savônia do Norte        |
| FI-16  | Päijät-Häme             | Päijänne-Tavastland     | Päijänne-Tavastland     |
| FI-17  | Satakunta               | Satakunda               | Satakunta               |
| FI-18  | Uusimaa                 | Nyland                  | Uusimaa                 |
| FI-19  | Varsinais-Suomi         | Egentliga Finland       | Finlândia do Sul        |

## Alterações
As seguintes alterações foram anunciadas pela ISO 3166/MA em boletins desde a primeira publicação da ISO 3166-2, em 1998:
| Boletim informativo | Data de publicação                                           | Descrição da alteração no boletim | Código/Subdivisão de alteração                               |
| ------------------- | ------------------------------------------------------------ | --- | ------------------------------------------------------------ |
| Boletim II-3        | 13 de dezembro de 2011 (corrigido em 15 de dezembro de 2011) | Re-organização administraiva, eliminação de informações inúteis e a de nomes de regiões em inglês e francês, lista de origem e atualização de código fonte. | Subdivisão de layout: 6 províncias (ver abaixo) → 19 regiões |

### Códigos anteriores ao Boletim II-3

Províncias da Finlândia

| Código | Nome da subdivisão (fi) | Nome da subdivisão (sv) |
| ------ | ----------------------- | ----------------------- |
| FI-AL  | Ahvenanmaan lääni       | Ålands län              |
| FI-ES  | Etelä-Suomen lääni      | Södra Finlands län      |
| FI-IS  | Itä-Suomen lääni        | Östra Finlands län      |
| FI-LL  | Lapin lääni             | Lapplands län           |
| FI-LS  | Länsi-Suomen lääni      | Västra Finlands län     |
| FI-OL  | Oulun lääni             | Uleåborgs län           |